# Robeisy Ramírez
Pour les articles homonymes, voir Ramírez.
Robeisy Eloy Ramírez Carrazana, né le 20 décembre 1993 à Cienfuegos, est un boxeur cubain. Champion olympique aux Jeux de Londres en 2012 en poids mouches puis aux Jeux de Rio de Janeiro en 2016 en poids coqs, il quitte l'équipe nationale cubaine en juillet 2018.

## Carrière
Après avoir remporté une médaille d'or lors des Jeux panaméricains de Guadalajara en 2011 dans la catégorie poids mouches, la carrière amateur de Robeisy Ramírez prend un tournant lors du tournoi olympique des Jeux de Londres en 2012. Talentueux et polyvalent, le jeune boxeur remporte le tournoi dans la catégorie des poids mouches en faisant preuve d'une bonne défense ainsi que d'une capacité à faire mal à ses adversaires. En finale, il domine le Mongole Tugstsogt Nyambayar par 17 points à 14,.
Engagé en poids coqs au tournoi olympique des Jeux de Rio de Janeiro de 2016, le boxeur cubain bat Shakur Stevenson en finale pour remporter son deuxième titre olympique,,. Face au prodige américain, le Cubain domine la première reprise en imposant au combat un rythme élevé. Après avoir perdu le deuxième round face aux attaques de l'Américain, Ramirez continue à agresser son adversaire et ses offensives dans la dernière minute lui permet d'obtenir une victoire par décision partagée,,.
Le double champion olympique abandonne la sélection nationale cubaine au Mexique en pleine préparation des Jeux d'Amérique centrale et des Caraïbes 2018, quelques semaines après Joahnys Argilagos, autre médaillé olympique de la sélection,.
Ramirez passe dans les rangs professionnels en 2019 et remporte le titre vacant de champion du monde des poids plumes WBO le 1er avril 2023 aux dépens d'Isaac Dogboe. Il conserve ce titre le 29 juillet suivant en battant par arrêt de l'arbitre au 5e round Satoshi Shimizu avant d'être à son tour battu par Rafael Espinoza le 9 décembre 2023.

## Palmarès

### Jeux olympiques
- Médaille d'or en -52 kg aux Jeux olympiques de la jeunesse en 2010, à Singapour.
- Médaille d'or en -52 kg aux Jeux de 2012, à Londres, Angleterre.
- Médaille d'or en -56 kg aux Jeux de 2016, à Rio de Janeiro, Brésil.

### Jeux panaméricains
- Médaille d'or en -52 kg en 2011 à Guadalajara, Mexique.